# الإسلام في تشيكوسلوفاكيا
توجد تشيكوسلوفاكيا وسط قارة أوروبا تحدها بولندا من الشمال وألمانيا من الشمال الغربي والغرب، وفي جنوبها المجر والنمسا، وفي شرقها روسيا وهى دولة داخلية لا سواحل لها.

## وصول الإسلام إلى تشيكوسلوفكيا
1-أشار بعض المؤرخين إلى وصول الإسلام إلى تشيكوسلوفاكيا في القرن العاشر الميلادي، وجاء الإسلام مع قبائل مسلمة من وسط آسيا.
2- وكانت المرحلة الثانية بعد دخول الأتراك العثمانيين إلى وسط أوروبا وبعد انتصار الأتراك في معركة (كوسفو) ومعركة (الموهاج) ودخل العديد من سكان هذه المنطقة الإسلام منهم سكان البوسنة والهرسك والبوقوميل، ولقد تم فتح إقليم سلوفاكيا، وهو قسم من تشيكوسلوفاكيا، ثم فتح العثمانيون منطقة بورنو عاصمة إقليم مورافيا، وبنيت المساجد وشيدت المدارس، وبالرغم من عدم استمرار الأتراك طويلاً إلا أنه كان كافياً لدخول الكثير في الإسلام.
3- بعد انسحاب الأتراك من وسط أوروبا تعرض المسلمين للتنكيل وهدمت مساجدهم وأغلقت مدارسهم وهاجر العديد منهم حتى صدر قانون التسامح الديني سنة (1782 م).
4- في عام (1912) صدر مرسوم الإمبراطور النمساوي (فرنسوا جوزيف الثاني) واعترف بالإسلام كدين في الدولة فشيد المسلمون المساجد والمدارس، وأسسوا الجمعيات وكونوا الاتحاد الإسلامي بشيكوسلوفاكيا. وهاجر العديد من مسلمي البوسنة والهرسك والألبان إلى تشيكوسلوفاكيا.
5- وتشمل الفترة السابقة على حكم الشيوعيين لتشيكوسولفاكيا، وتكون في هذه الفترة الاتحاد الإسلامي التشيكي وأصدر عدة مطبوعات، وأصدر صحيفة إسلامية اسمها (الصدى) ومن آثار تلك الفترة وجود ثلات تراجم لمعاني القرآن الكريم باللغة التشيكوسلوفاكية
1. ترجمة د.اقناس فسيلى والمترجم غير مسلم وصدرت هذه الترجمة قبل الحرب العالمية الثانية.
2. ترجمة د.أ.ر. نيكل والمترجم غير معروف الديانة وصدرت سنة 1935 ويعيد تنقيحها د. على شلهاوي.
3. ترجمة ايفان أحمد هربك وهذه الترجمة قي حاجة إلى إعادة النظر.

ومن الكتب الإسلامية حياة محمد صدر في عام 1980، تاريخ الإسلام، وتاريخ الصديق، صدر في عام 1986 للمؤلف فلكس تاور.
واضطهد الشيوعيين المسلمين، وهدموا العديد من المساجد، وسجنوا رئيس الاتحاد الإسلامي في سنة 1945، وحلوا الاتحاد الإسلامي 1948، وأعيد تشكيل الاتحاد بعد اضمحلال الحكم الشيوعي.
مناطق المسلمين:
أهم مناطق تجمع المسلمين في تشيكوسلوفاكيا في مدينة (براتسلافا)، وتوجد جالية مسلمة في مدينة (برنو) و(براغ) و(تريبج) ويقدر عدد المسلمين بحوالى 3000 نسمة.